# Lomo en manteca
Se denomina lomo en manteca al producto obtenido con el lomo de cerdo frito en manteca de cerdo con sal y especias.

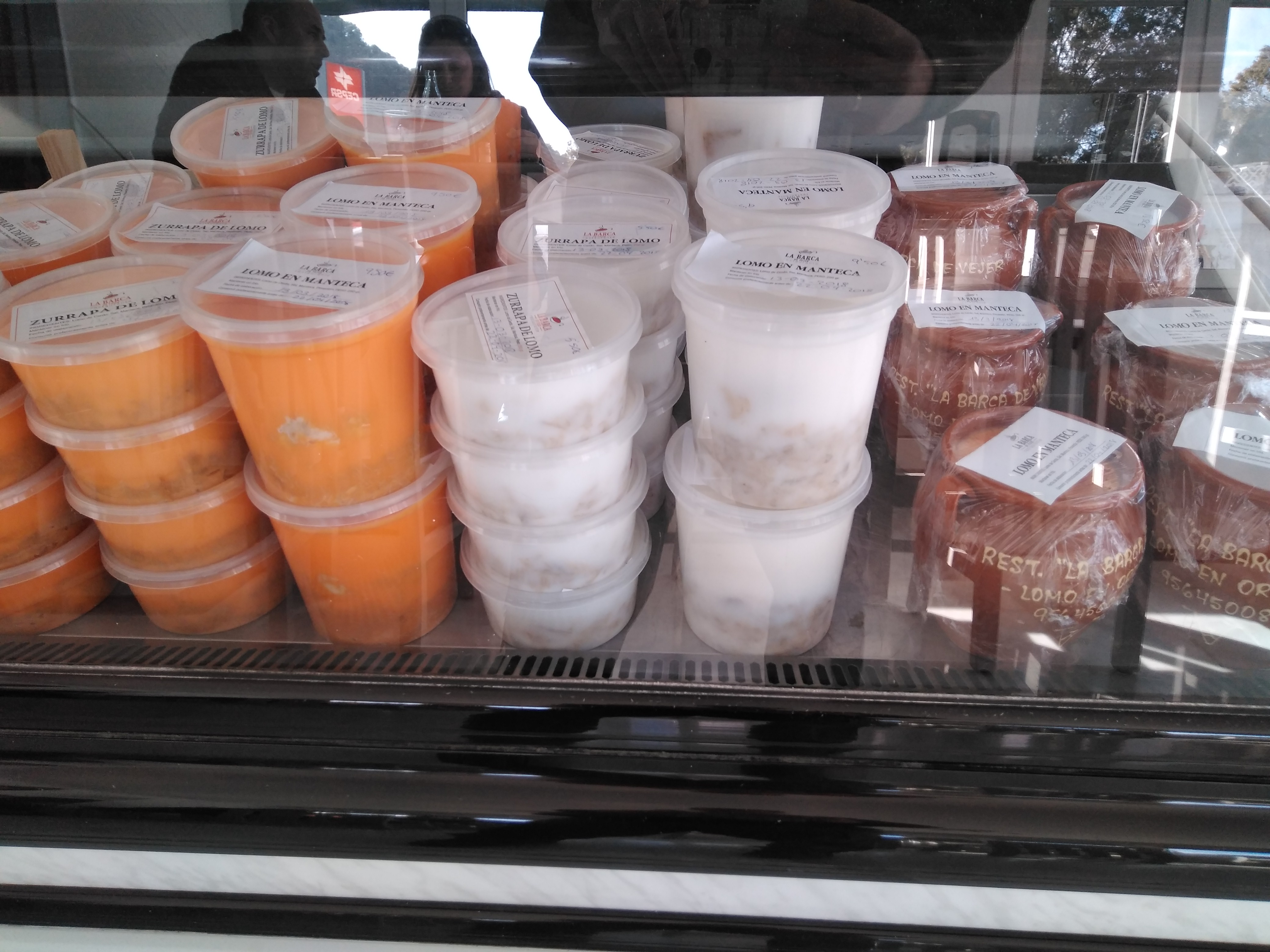
Distintas presentaciones del lomo en manteca

## Tipos
El sabor del plato es distinto dependiendo de la manteca que se use para cocinarlo, que puede ser manteca de cerdo blanca o bien manteca colorá.

## Lugares
El lomo en manteca es un plato típico del sur de Andalucía (España), principalmente de Vejer de la Frontera, al igual que la manteca utilizada para prepararlo.

## Día mundial
La localidad de Vejer de la Frontera (Cádiz), uno de los mayores exponentes del plato, celebró por primera vez el 10 de octubre de 2015 el día mundial de dicho alimento.

## Uso
Suele consumirse en pan tostado, pero también es ingrediente de otros platos